# Астуриас (футбольный клуб)
«Астуриас» (исп. Club de Fútbol Asturias) — мексиканский футбольный клуб из столицы страны, Мехико.

## История

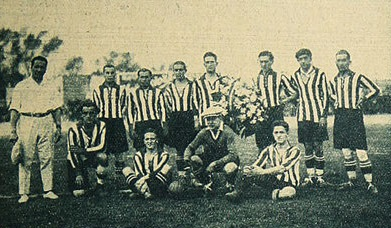
«Астуриас» — «Коло-Коло» (1927 год)

«Астуриас» официально основан 7 февраля 1918 года переселенцами из испанской области Астурии. Клуб существовал и раньше, трижды играл в финале кубка. В эпоху любительского футбола, клуб восемь раз выиграл кубок (рекорд Мексики) и два раза чемпионат страны. 1 марта 1936 года был открыт новый «Парк Астуриас» в товарищеской игре с бразильским «Ботафого». За соперников играли известные футболисты, такие как Карвальо Лейте и Леонидас да Силва. Хозяева победили 4:2.
В первом сезоне лиги Майор «Астуриас» и «Реал Эспанья» набрали одинаковое количество очков — по 27, был назначен дополнительный матч за первое место. В ходе которого победу одержал клуб «Астуриас» со счётом 4:1, два мяча у победителей забил Роберто Абальяй. Из-за разногласий с национальной федерацией в 1950 году футбольный клуб вышел из лиги. На данный момент в клубе существуют секции тенниса, гольфа, плавания и других видов спорта.

## Достижения
- Любительская эра
  - Чемпион (2): 1922/1923, 1938/1939
  - Вице-чемпион (4): 1925/1926, 1927/1928, 1933/1934, 1937/1938
  - Обладатель кубка (8): 1921/1922, 1922/1923, 1923/1924, 1933/1934, 1936/1937, 1938/1939, 1939/1940, 1940/1941
  - Финалист кубка (7): 1909/1910, 1913/1914, 1914/1915, 1918/1919, 1924/1925, 1935/1936, 1941/1942

- Профессиональная эра
  - Чемпион: 1943/44